# Новая демократия (Украина)
Политическая партия «Новая демократия» (укр. Нова демократія) — политическая партия Украины. Основана 15 января 2005 года украинским политиком и государственным деятелем Евгением Кушнарёвым. В ноябре 2005 года вошла в состав Партии регионов по принципу индивидуального членства. Не вошедшая в Партию регионов часть партии «Новая демократия» сохранила существование в виде общественного движения «Новая демократия».

## История партии
Партия была создана по инициативе бывшего харьковского губернатора Евгения Кушнарёва в ответ на Оранжевую революцию с целью создания широкой коалиции оппозиционных сил в парламенте после выборов апреля 2006 года. Организационный съезд парти прошёл 15 января в Киеве. На съезде присутствовало 189 делегатов из 24 областей Украины и городов Киев, Севастополь и АР Крым. Приветствие участникам съезда прислали председатели СДПУ (о), СДС, партии «Центр», «Трудовой Украины» и «Партии Регионов». Кушнарев был избран лидером партии на безальтернативной основе. Съезд также избрал центральный комитет в составе 7 человек.
Программа партии предусматривала преобразование Украины в федеративную республику с двухпалатным парламентом, одна из палат которого должна представлять интересы регионов. Партия высказала свою приверженность идее парламентско-президентской республики. Партия поддержала политическую реформу, однако высказала ряд оговорок, связанных с необходимостью осуществления системной административно-территориальной реформы.
В августе 2005 года лидер партии Евгений Кушнарёв был арестован Генеральной прокуратурой Украины по обвинению в превышении власти или служебных полномочий. Партия осуществила ряд политических заявлений и пикетов в связи с арестом своего лидера. Евгений Кушнарёв вскоре вышел на свободу, а дело в сентябре 2006 года было закрыто за отсутствием состава преступления.
19 ноября 2005 года, уже после начала предвыборной кампании, прошёл второй съезд партии «Новая демократия», на котором было принято решение объединиться с Партией регионов. Лидер Партии регионов Виктор Янукович, присутствовавший на съезде, заявил:

Первичные партийные организации, в которые сейчас войдут члены партии «Новая демократия», будут пользоваться всеми правами, они просто будут такие же, равные члены партии, как и те, которые у нас сегодня есть. Никаких различий у нас не будет. Мы не будем различать, кто раньше был в какой партии

В ответ на это лидер партии Новая демократия Евгений Кушнарёв сказал:

На этом этапе для нас было бы наиболее эффективным принять решение об объединении, но механизм этого объединения сегодня может быть только один-это вхождение в Партию регионов на основе индивидуального членства. И это мы осуществляем.

По решению съезда партия «Новая демократия» вошла в состав Партии регионов по принципу индивидуального членства. Экс-лидер партии Евгений Кушнарёв получил 11-й номер в партийном списке Партии регионов и был назначен главой избирательного штаба Партии регионов. Не вошедшие в Партию регионов члены партии организовали общественное движение «Новая демократия», существующее в настоящее время.
В 2007 году одна из партий была переименована в Новую демократию, а её руководителем стала Людмила Давыдова.